# یزچمبیه ازدرویی
یزچمبیه ازدرویی (به لهستانی: Jastrzębie-Zdrój) یکی از شهرهای جنوبی لهستان است.
این شهر از سال‌های آغازین قرن بیستم به‌عنوان دهکده‌ای گردشگری دارای چشمه‌های آب گرم در سیلزیای علیا مورد توجه قرار گرفت و از سال ۱۹۶۳ به شهر ارتقا یافت.
جمعیت شهر بر پایه آمار سال ۲۰۰۹ برابر با ۹۴٬۰۷۲ نفر و مساحتش ۸۵٫۴۴ کیلومتر مربع است. جمعیت شهر با احتساب حومه ۶۵۰٬۰۰۰ نفر است.
یزچمبیه ازدرویی بر پایه تقسیمات جدید کشوری از سال ۱۹۹۹ جزء استان سیلزیایی است، پیش از آن متعلق به استان کاتوویتس (۱۹۷۵–۱۹۹۸) بود.